# Grand Prix of Road America 2006
Grand Prix of Road America 2006 var den tolfte deltävlingen i Champ Car 2006. Racet kördes den 24 september på Road America. A.J. Allmendinger tog hand om sin femte seger för säsongen, vilket dock inte var tillräckligt för att sätta mästerskapsledande Sébastien Bourdais under press. Bruno Junqueira slutade tvåa, medan Bourdais blev trea. Loppet minns mest för en illavarslande krasch för Katherine Legge. Hon klarade sig mirakulöst nog i stort sett oskadd från en rullning flera varv i hög fart.

## Slutresultat
| Plats | Förare             | Team                | Grid | Kvaltid  |
| ----- | ------------------ | ------------------- | ---- | -------- |
| 1     | A.J. Allmendinger  | Forsythe Racing     | 5    | 1.58,507 |
| 2     | Bruno Junqueira    | Newman/Haas Racing  | 10   | 1.59,977 |
| 3     | Sébastien Bourdais | Newman/Haas Racing  | 2    | 1.58,943 |
| 4     | Oriol Servià       | PKV Racing          | 13   | 2.01,082 |
| 5     | Justin Wilson      | RuSPORT             | 6    | 1.59,076 |
| 6     | Dan Clarke         | HVM Racing          | 1    | 1.55,123 |
| 7     | Charles Zwolsman   | Conquest Racing     | 3    | 1.55,599 |
| 8     | Andrew Ranger      | Conquest Racing     | 9    | 1.59,486 |
| 9     | Jan Heylen         | Dale Coyne Racing   | 12   | 2.00,835 |
| 10    | Paul Tracy         | Forsythe Racing     | 11   | 2.00,165 |
| 11    | Alex Tagliani      | Team Australia      | 4    | 1.57,417 |
| 12    | Mario Domínguez    | Rocketsports Racing | 15   | 2.01,882 |
| 13    | Will Power         | Team Australia      | 7    | 1.59,286 |
| 14    | Nelson Philippe    | HVM Racing          | 16   | 2.02,273 |
| 15    | Juan Cáceres       | Dale Coyne Racing   | 17   | 2.03,690 |
| 16    | Katherine Legge    | PKV Racing          | 8    | 1.59,388 |
| 17    | Tonis Kasemets     | Rocketsports Racing | 14   | 2.01,381 |